# Antal Szerb
Antal Szerb (1 de maig de 1901, Budapest - 27 de gener de 1945, Balf) fou un conegut escriptor i humanista hongarès. Se'l considera com un dels escriptors més importants de la literatura hongaresa del segle xx.

## Biografia
Szerb va néixer el 1901 en una família jueva de Budapest, però va ser batejat en el catolicisme. Va estudiar hongarès, alemany i més tard anglès, i va obtenir un doctorat el 1924. Entre el 1924 i el 1929 va viure a França i Itàlia, i va estar-se un any a Londres.
Com a estudiant va publicar diversos treballs sobre Georg Trakl i Stefan George, i no va trigar a formar-se una gran reputació com a erudit, escrivint estudis sobre William Blake o Henrik Ibsen entre d'altres. Va ser elegit president de l'Acadèmia Hongaresa de Literatura el 1933 (quan tenia 32 anys), i l'any següent publicà la seva primera novel·la, La llegenda dels Pendragon, basada en les seves experiències personals a Anglaterra. La seva segona obra, la més coneguda, és El viatger sota la resplendor de la lluna, i va publicar-se el 1937; representa una autobiografia gairebé fictícia, tornant a l'adolescència, una mirada nostàlgica al passat. En Mihály, l'heroi i narrador, barreja l'entusiasme amb la desil·lusió pel pas del temps. Constitueix una obra mestra sobre el dilema d'algú que no vol créixer però tampoc no pot tornar enrere. El viatger sota la resplendor de la lluna s'integra en l'estirp de novel·les d'Alain-Fournier, Coucteau o Sándor Márai sobre l'adolescència perduda tot i que transcendent: més que no pas tornar al passat, hi mira fins a cercar els seus propis fantasmes, trobar el que n'hi ha, d'ell, en els altres, a través de diferents transformacions i jocs d'iniciació. En el fons, en l'horitzó de l'heroi i del mateix Antal Szerb, s'intueix el cataclisme històric que havia de venir amb la Segona Guerra Mundial.
Obtingué una plaça com a catedràtic de literatura a la Universitat de Szeged i va guanyar dues vegades el Premi Baumgarten (el 1935 i el 1937).
El 1941 publicà una història de la literatura universal que encara es fa servir avui dia. També publicà un volum dedicat a la teoria de la novel·la i un altre sobre història de la literatura hongaresa. Tot i que varen oferir-li tot d'oportunitats per escapar de la persecució antisemita, va decidir romandre a Hongria, on el 1942 va publicar la seva última novel·la, Oliver VII, una fantasia pirandel·liana sobre un rei que decideix derrocar-se a si mateix, i després ha d'interpretar-se a si mateix. Quan va publicar-se per primer cop, es feu passar per una traducció d'un autor anglès, car cap autor jueu no hauria pogut publicar ja a Hongria en aquelles dates.
Szerb va ser deportat a un camp de concentració a les acaballes de 1944, on va ser mort a cops el 1945.